# Michael Shrieve
Michael Shrieve (n. 6 iulie 1949, San Francisco) este un baterist, percuționist și, mai târziu, compozitor de muzică electronică american. Este cel mai bine cunoscut ca bateristul trupei eponime a lui Carlos Santana, cântând pe primele opt albume din 1969 până în 1974. Prestația sa de la Festivalul de la Woodstock din 1969, când avea doar 20 de ani, l-a făcut să devină unul dintre cei mai tineri muzicieni care au luat parte la festival.